# Tezaurul României
Tezaurul român este tezaurul care a fost trimis în Rusia în timpul primului război mondial și care nu a mai fost niciodată returnat în întregime. El includea tezaurul Băncii Naționale a României, valori aparținând unor diverse bănci românești private, societăți comerciale, persoane particulare, colecții de artă, bijuterii, arhive, etc. Toate acestea au fost transportate din România spre Rusia țaristă în timpul primului război mondial, cu scopul de a fi adăpostite de armatele Puterilor Centrale, care ocupaseră o parte însemnată a României și amenințau să ocupe întreg teritoriul național. După Marea Revoluție din Octombrie și preluarea puterii de către comuniști, sub conducerea lui Lenin, proaspăt instalata putere sovietică a sechestrat tezaurul și a refuzat restituirea acestuia. Aceasta a fost parțial restituit, în trei tranșe separate, în anii 1935, 1956 și 2008, ca un semn de bunăvoință al sovieticilor și ulterior al rușilor. Dar cea mai mare parte din tezaur a rămas nerestituit, fapt pentru care el rămâne un subiect sensibil în relațiile diplomatice dintre România și Rusia.

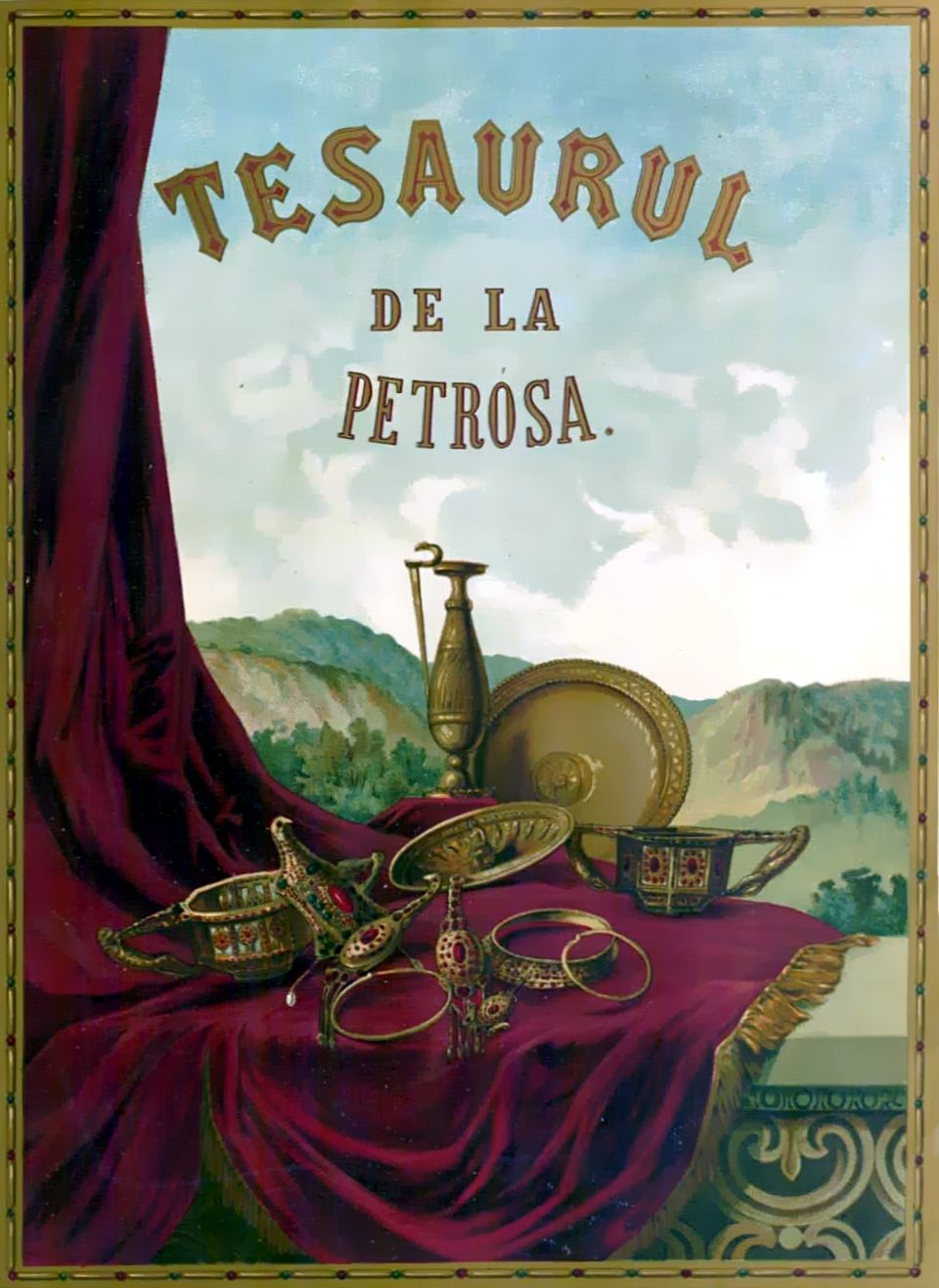
Tezaurul de la Pietroasele, restituit în 1956, este doar o mică parte din întregul tezaur al României. Ilustrație de Henric Trenk.

## Contextul istoric
În august 1916, România luase decizia intrării în război, alături de Antantă. Deși campania a debutat favorabil, prin pătrunderea trupelor române în Transilvania, în scurt timp, trupele germane, austro-ungare și bulgare au preluat inițiativa ocupând în toamna aceluiași an Dobrogea, Oltenia și Muntenia, conducerea României fiind nevoită să mute capitala țării de la București la Iași și să organizeze rezistența în fața invadatorilor în Moldova. Pe acest fundal, în luna noiembrie, s-a decis și mutarea sediului Băncii Naționale a României, ocazie cu care și tezaurul său a fost transportat la Iași. Principalul activ cuprins în tezaur era cantitatea de 93,4 tone de aur, formată din 91 de tone de monede istorice de aur și 2,4 tone de lingouri de aur. Conform convențiilor aplicabile în acea vreme, aurul avea rostul de a garanta emisiunile monetare de lei românești. Cele 91 tone de monezi de aur aparțineau băncilor românești particulare, existente pe piața românească în acea vreme, firmelor private și persoanelor private, iar cele 2,4 tone de lingouri de aur aparțineau, în exclusivitate, Băncii Naționale a României. Rușii au solicitat să nu se semneze protocoale de predare/preluare cu mai multe bănci, firme și persoane fizice din România, ci să se semneze doar un singur protocol cu Banca Națională a României, urmând ca BNR să colecteze toate aceste valori de la fiecare entitate românească în parte. La acea dată Banca Națională a României era în totalitate o bancă privată, în care statul român nu era deloc implicat.       
La începutul lunii decembrie 1916, frontul de apărare nu era încă stabilizat și se punea în mod serios problema evacuării guvernului peste râul Prut, în Rusia. La 2 decembrie, Consiliul General al BNR aproba în principiu posibilitatea punerii la adăpost a tezaurului în Rusia, punct de vedere care, la 8 decembrie, era susținut și de guvern, prin vocea ministrului de finanțe Emil Costinescu, care evoca între altele și precedentul creat de Banca Națională a Franței (care decisese transferarea tezaurului său în Statele Unite ale Americii. Costinescu menționa și varianta transferării tezaurului la Londra, dar considera că drumul ar fi fost prea periculos, dată fiind și amenințarea suplimentară pusă de submarinele germane. De aceea, soluția preferată era depunerea tezaurului laolaltă cu tezaurul imperiului țarist, la Kremlin. 
La 12 decembrie 1916, Consiliul de Miniștri aproba transferul tezaurului în Rusia, după ce ministrul Rusiei la Iași, generalul A. Mossoloff comunicase, la 11 decembrie că este autorizat să semneze protocolul relativ la încărcarea într-un tren special al tezaurului BNR, adăugând că guvernul imperial rus garanta integritatea lui atât pe timpul transportului, cât și pe durata șederii lui la Moscova. Protocolul care prevedea predarea Tezaurului în aur către delegații guvernului imperial rus a fost semnat la Iași, la 14/27 decembrie 1916.  
Tezaurul care urma să ia drumul Moscovei includea trei categorii principale de valori:
- acte, documente, manuscrise, monede vechi, tablouri, cărți rare, odoarele mănăstirești din Moldova și Muntenia, arhive, depozite, colecții ale multor instituții publice și particulare;
- efecte publice și alte valori (cum ar fi acțiuni, obligațiuni, titluri de credit,  gajurile Muntelui de Pietate etc.);
- o cantitate de 93,4 tone de aur (91 de tone de monede istorice de aur, care aparțineau persoanelor private, companiilor și băncilor particulare din România și 2,4 tone de lingouri de aur, care aparținea Băncii Naționale a României); valoarea acestui stoc metalic, niciodată restituit, este de aproximativ 13 miliarde de lei, adică 3,2 miliarde de euro (estimare din aprilie 2011).[1]

## Componența Tezaurului României

### Obiecte de patrimoniu ale Muzeului Național de Antichități
Lista exponatelor aflate în proprietatea Muzeului Național de Antichități, care au fost duse la Moscova în anul 1916, este următoarea:
1. Tezaurul de la Pietroasele
2. Tezaurul de la Turnu Măgurele

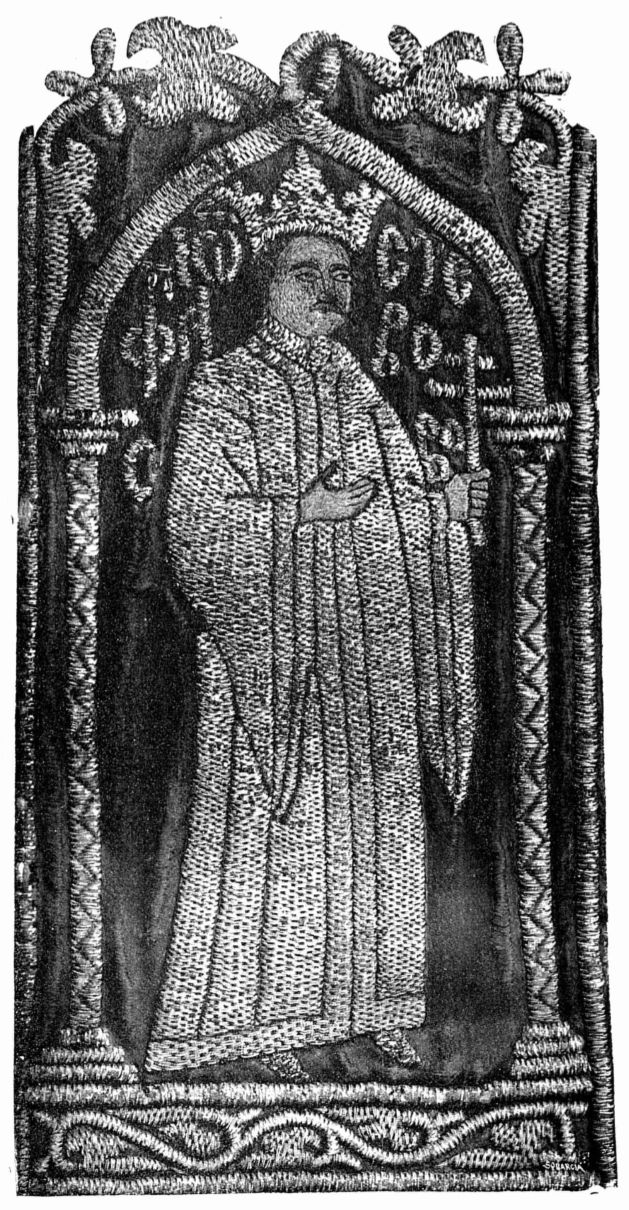
Epitrafirul de la Mănăstirea Dobrovăț

3. Rhytonul de argint de la Poroina, județul Mehedinți
4. Patru planșe cu bijuterii barbare, de aur
5. Epitaful de la Mănăstirea Cozia (1396)
6. Epitaful de la Mănăstirea Dobrovăț (1506)
7. Epitaful de la Mănăstirea Slatina (1556)
8. Epitaful de la Mănăstirea Bistrița (1601)
9. Epitaful de la Preda Buzescu, Marele Ban al Craiovei
10. Aer din anul 1613 (?)
11. Epitaf din anul 1683 (Șerban Vodă Cantacuzino)
12. Covorul de Genua de la Mănăstirea Bistrița (1514)
13. Covorul de Genua de la Mănăstirea Bistrița (secolul al XVI-lea)
14. Covorul de Genua de la Mănăstirea Bistrița (secolul al XVI-lea)
15. Epitrafirul de la Mănăstirea Govora, epoca lui Radu cel Mare
16. Epitrafirul de la Mănăstirea Bistrița, 1521, Barbul, Ban al Craiovei
17. Epitrafirul de la Mănăstirea Dubrovăț, de la Ștefan cel Mare
18. Epitrafir din epoca lui Constantin Brâncoveanu
19. Epitrafir din epoca lui Șerban Cantacuzino (două bucăți)
20. Rucavițe de la Cotroceni (o pereche)
21. Rucavițe din epoca lui Constantin Brâncoveanu
22. Rucavițe din epoca lui Ștefan cel Mare
23. Sfita de la Mănăstirea Cozia, după tradiție, mantia lui Mircea cel Bătrân
24. Cădelnița de argint de la Mănăstirea Tismana (secolul al XIV-lea)
25. Cădelnițe de argint de la Mănăstirea Bistrița (secolul al XVI-lea) (două bucăți)
26. Cădelniță de argint din epoca lui Alexandru Lăpușneanu
27. Cădelniță de argint din secolul XV/XVI
28. Cățuie de la Mănăstirea Bistrița (secolul al-XVI-lea)
29. Cățuie de la Mănăstirea Tismana
30. Ripide de argint aurit de la Mănăstirea Cotroceni, două bucăți (1675)
31. Disc de argint de la Mănăstirea Bistrița (secolul al XVI-lea)
32. Taler mare, de argint de la Mănăstirea Tismana (> 1512)
33. Engolpion de argint aurit de la Mănăstirea Snagov (1431)
34. Engolpion de argint aurit al fraților Craiovești de la Mănăstirea Tismana
35. Engolpion de argint aurit de la Mănăstirea Bistrița (1512)
36. Căuș de argint aurit încrustat cu monede antice de la Mănăstirea Tismana (1649)
37. Căuș de argint aurit încrustat cu monede antice de la Mănăstirea Tismana, al clucerului Buzinca (1641)
38. Patru cruci de argint aurit din epoca lui Șerban Cantacuzino
39. Cruce mare din lemn de chiparos de la Mănăstirea Slatina
40. Disc de argint din secolul al XVI-lea
41. Evanghelie slavonă, manuscris din anul 1405 de la Mănăstirea Tismana
42. Evanghelie slavonă, manuscris din anul 1502
43. Două evanghelii slavone, imprimate

## Transferul tezaurului în Rusia

### Primul transport
Între 12 și 14 decembrie 1916, în gara Iași, s-au încărcat în 17 vagoane un număr de 1738 casete, în care se afla depozitat aurul, deținut sub formă de lingouri și monede diverse (dintre care majoritatea erau mărcile germane și coroanele austriece), în valoare totală de 314.580.456,84 lei aur. La acestea s-au mai adăugat două casete, conținând bijuteriile Reginei Maria, evaluate la 7.000.000 lei aur. La terminarea operațiunilor de încărcare s-a semnat un Protocol în trei exemplare, câte unul pentru partea rusă, Ministerul de Finanțe român și Banca Națională.
Transportul a plecat imediat și a sosit la Moscova la 21 decembrie 1916. Din partea BNR au fost delegați să însoțească transportul directorul Theodor Capitanovici (care avea și însărcinarea de a rămâne la Moscova și să păstreze două din cheile compartimentului unde aveau să se depoziteze valorile), cenzorul A. Saligny și casierul central M.Z. Dumitrescu. 
Delegații români și ruși au început inventarierea conținutului casetelor la 9 ianuarie 1917, operațiune care a durat până la 4 februarie, iar la 16 februarie s-a redactat un protocol definitiv în această chestiune, semnat de reprezentanții Ministerului de Finanțe rus și de delegații părții române, la care se adăuga consulul român de la Moscova, P. Guerin. Casetele cu tezaurul erau sigilate, iar reprezentanții BNR aveau dreptul să verifice oricând compartimentul unde acestea erau depozitate, iar restituirea valorilor urma a se face delegaților BNR, investiți în mod special pentru acest scop.

### Al doilea transport
La începutul anului 1917 izbucnea la Petrograd Revoluția rusă, început al marilor mișcări sociale din Rusia acelui an, încheiate cu Revoluția din Octombrie și preluarea puterii de către bolșevici. Deși se reușise stabilizarea frontului în Moldova, responsabilii politici români erau îngrijorați în continuare de posibilitatea spargerii frontului de către armatele germane și de înfrângerea definitivă a țării. Se avea în vedere evacuarea guvernului în Rusia, la Poltava sau la Herson, în Crimeea, unde se începeau deja pregătiri pentru instalarea familiei suveranilor și a miniștrilor.
La 18 iulie 1917, Consiliul  de Miniștri hotăra, la propunerea lui Nicolae Titulescu, atunci ministru de finanțe, strămutarea sediului și avutului Băncii Naționale în Rusia. S-au făcut pregătiri pentru transportarea valorilor BNR în Rusia, precum și a celor aparținând Casei de Depuneri și altor instituții publice și particulare. Încărcarea trenului care avea să conțină noul transport s-a făcut în perioada 23 – 27 iulie 1917, în seara aceleiași zile pornindu-se spre Rusia.
Trenul avea 24 de vagoane, din care trei vagoane reprezentau valorile Băncii Naționale, cu o valoare declarată de 1.594.836.721,09 lei, dintre care aur efectiv în valoare de 574.523,57 lei, arhiva evaluată la 500.000 lei, iar restul reprezentând titluri, efecte, depozite și alte valori. Valorile Casei de Depuneri ocupau 21 de vagoane, respectiv 1.661 de casete, al căror conținut era estimat la circa 7,5 miliarde lei. 
Trenul a ajuns la Moscova la 3 august 1917, transportul fiind păzit de partea rusă; din partea română au supervizat transportul reprezentanți ai următoarelor instituții: Banca Națională, Casa de Depuneri, Banca de Credit, Banca Marmorosch Blank, Banca Comercială, Banca de Scont. Valorile Băncii Naționale din al doilea transport au fost depozite la Kremlin, în care fusese depus și stocul metalic și bijuteriile Reginei Maria ce fuseseră aduse cu primul transport, în timp ce valorile tezaurul Casei de Depuneri a fost depozitat la localul Casei de Împrumuturi și Depozite a Rusiei.

## Sechestrarea tezaurului
În februarie 1917 la Petrograd izbucnea revoluția rusă. Porniți la revoltă din cauza crizei economice în care se afla Rusia în timpul primului război mondial, precum și a provocărilor agenților germani, revoluționarii ruși au obținut în scurt timp controlul asupra capitalei. La 15 martie 1917, țarul Nicolae al II-lea a abdicat în favoarea fratelui său Mihail, care însă a refuzat învestitura, puterea fiind preluată de un guvern provizoriu, condus până la 20 iulie de prințul Lvov, iar de atunci de Kerenski. La 17 aprilie, avea să revină din Elveția și Vladimir Ilici Lenin, transportat într-un vagon plumbuit; în cele din urmă, la 7 noiembrie, Lenin avea să preia puterea, înlăturând prin forță guvernul provizoriu. 
Tulburările aveau să cuprindă și Moscova; garda de cazaci însărcinată cu paza tezaurului românesc a trecut de partea revoluției. Pentru a asigura siguranța valorilor românești depozitate la Kremlin au fost trimiși 20 de jandarmi rurali îmbrăcați în civil, plecați de la Iași la 15 noiembrie 1917, dar care, în lipsa permisiunii autorităților bolșevice nu au putut să-și îndeplinească misiunea. Paralel, se făceau demersuri pentru transferarea tezaurului în Statele Unite ale Americii. Aliații însă nu puteau garanta siguranța transportului; lucrul nu era surprinzător, câtă vreme tezaurul ar fi urmat să traverseze întreaga Siberie într-o perioadă de mare dezordine socială.
Între timp, situația se complica și în Moldova, unde se refugiase guvernul. Armata rusă de pe teritoriul românesc era în curs de bolșevizare, iar comandantul său, generalul Șcerbacev nu mai avea controlul asupra acesteia. La Socola, lângă Iași, se instalase un adevărat Stat Major bolșevic care avea drept obiectiv înlăturarea regelui Ferdinand I, instituirea unui regim sovietic în România și asasinarea lui Șcerbacev. Împotriva acestuia s-a organizat un atentat la 21 decembrie; acesta eșuând, comandantul rus a cerut sprijinul armatei române pentru distrugerea centrului bolșevic de la Socola. Consiliul de Miniștri, după multă chibzuință, a aprobat cererea, dezarmând soldații ruși și expediindu-i peste Prut. Acest fapt a plasat însă România în conflict deschis cu puterea bolșevică ce se instalase la Petrograd, care, cu încălcarea regulilor diplomației, l-a arestat pe Constantin Diamandi, ministrul României la Petrograd, pe care l-a ținut în detenție vreme de trei zile. 
Mai mult însă, nu s-a rezolvat problema cauzată de bolșevizarea armatei. La 15 martie 1917, în Basarabia se proclamase Republica Democratică Moldovenească, dar armatele rusești în descompunere făceau imposibilă instaurarea ordinii. În aceste condiții, Sfatul Țării cerea intervenția Armatei Române, care a trecut Prutul la 20 ianuarie 1918. La 26 ianuarie, Rusia, prin Troțki, comisarul afacerilor externe, anunța ruperea relațiilor diplomatice cu România, iar generalul Șcerbacev era scos în afara legii și declarat ca dușman al poporului. Tot atunci, Troțki declara că „fondurile românești depuse la Moscova sunt intangibile pentru oligarhia română. Guvernul sovietic își ia răspunderea păstrării acestor fonduri și a predării lor în mâinile poporului român” .
În urma ruperii relațiilor diplomatice, interesele României în Rusia au continuat să fie reprezentate, cu titlu temporar, de ambasadorul Franței la Petrograd Noulens, respectiv de Eirick Labonne, consulul francez la Moscova. Acesta din urmă a preluat de la consulul român, la 2 februarie 1918 arhiva Consulatului General Român  de la Moscova. Cu aceeași ocazie, lui Labonne i s-au remis protocoalele de depunere la Kremlin a tezaurului Băncii Naționale a României și respectiv de depunere a valorilor Casei de Depuneri, precum și cheile de la compartimentele unde erau depozitate valorile BNR. Cheile au rămas în posesia consulului francez până în august 1918, când acesta a fost arestat și expulzat, cheile fiind predate consulului Danemarcei și apoi celui al Norvegiei. În septembrie 1918 ultimii reprezentanți ai României părăseau Moscova, iar din acel moment nu s-a mai cunoscut nimic cert despre soarta tezaurului.

## Restituirea parțială a unor bunuri din Tezaur

### Prima restituire parțială din 1935
În seara zilei de 16 iunie 1935, în gara Obor din București, sosesc 17 vagoane de marfă, încărcate cu 1.443 de lăzi, provenind de la Moscova, din ordinul guvernului URSS, care a decis să restituie României o mare parte din bunurile care au fost depozitate la Kremlin. Consulii Nicolau și Popovici au supervizat deschiderea fiecărui vagon în parte. Lăzile cu bunuri au fost predate diferiților reprezentanți ai instituțiilor prezente la descărcarea bunurilor. Pentru fiecare descărcare și predare de obiecte și bunuri s-a întocmit un proces-verbal de predare-primire. În documente au fost menționate numărul de lăzi, conținutul lor detaliat, greutatea și numărul de ordine din lista de inventar care fusese întocmită la data încărcării lor cu destinația Moscova, în decembrie 1916 și/sau iulie - august 1917.
Bunurile și efectele bancare (titluri de proprietate, valori, acțiuni, obligațiuni, titluri de credit, garanții bancare, gajuri, ipoteci, etc.) au fost predate inspectorului I. Ciolac, șeful Comisiei de Supervizare a Guvernului Român, cu indicația ca ele să fie transmise Ministerului de Finanțe de la București. Toate inventariile efectuate în comun de partea rusă și română, semnate de fiecare reprezentant autorizat al instituțiilor românești beneficiare a acestor bunuri din Tezaur, au fost remise reprezentanților Ministerului Afacerilor Externe de la București. La solicitarea părții ruse s-au efectuat verificări comparative cu listele de inventar, cele emise la data transmiterii bunurilor în Rusia, cu cele actuale, din iunie 1935, conținând bunurile recepționate de partea română. În marea lor majoritate (1.436 de lăzi), verificările au confirmat că au fost predate aceleași bunuri cu cele existente în listele de inventar, la data expedierii lor spre Moscova. Totuși, au fost găsite 7 lăzi, cu diferite bunuri, care nu figurau în listele inițiale întocmite în 1916. Acestea au fost predate Ministerului Român de Interne, urmându-se aceeași procedură de inventariere și de întocmire a unui proces-verbal. Întreaga operațiune de identificare, sortare și predare a celor 1.443 de lăzi a avut loc între 19 iunie și 27 iunie 1935, lucrându-se efectiv de la orele 8:00 la 17:30. În documentele întocmite s-a făcut precizarea că nici o ladă nu mai avea sigiliul original, deci era clar că lăzile fuseseră desigilate, iar o bună parte din ele erau foarte degradate. Singurele bancnote restituite Băncii Naționale a României au fost cele românești, în valoare totală de 198.000 lei. Au mai fost găsite și alte câteva bancnote străine, stivuite printre cele românești, care au fost predate Ministerului de Finanțe. 
Acest transport a însemnat prima restituire din istoria Tezaurului României la Moscova, constând în documente vechi, cărți rare, planuri, hărți, arhive, acte, manuscrise, obiecte bisericești, covoare, carpete, depozite, tablouri, picturi, schițe, desene, colecții de artă și bunuri aparținând persoanelor particulare sau instituțiilor de stat. 
La data de 28 iunie 1935 delegatul român G. Paraschivescu a semnat un raport de recepționare a acestor bunuri, cu specificația că nu s-a predat nicio cantitate de aur și nici bijuterii sau alte obiecte de valoare.

### A doua restituire parțială din 1956
După preluarea puterii de forțele comuniste în 1945 și a prezenței Armatei Roșii, problema tezaurului nu a mai fost ridicată de autoritățile române, fiind aproape uitată. În mod neașteptat, la 12 iunie 1956 ziarele relatau despre faptul că tezaurul românesc aflat la Moscova urma să fie restituit. Comunicatul oficial afirma că „poporul sovietic a păstrat cu grijă toate aceste opere de artă, care reprezintă o mare valoare istorică și artistică. Guvernul URSS și poporul sovietic au privit întotdeauna aceste valori ca un bun inalienabil al poporului român însuși”. 
Lista bunurilor restituite includea Tezaurul de la Pietroasele, 120 de tablouri semnate de Nicolae Grigorescu (dintr-un total de 1350 de picturi, gravuri și desene), vase liturgice din aur și argint, cărți și miniaturi vechi, bijuterii, 156 de icoane, 418 tapițerii, 495 obiecte de cult religios, etc. În total, expoziția deschisă la București în august 1956 cu obiectele sosite din URSS includea nu mai puțin de 39.320 de piese, dintre care 33.068 de monede de aur și 2.465 de medalii, 1.350 de tablouri și desene, restul de circa 2.500 de obiecte fiind obiecte de orfevrărie medievală, broderii liturgice, icoane și stofe vechi.
Literatura comunistă a vremii punea restituirea tezaurului pe seama unei porniri „spontane și amicale” din partea URSS și acredita ideea că întregul tezaur ar fi fost restituit, informație care abia după Revoluția din decembrie 1989 a putut să fie mai detaliat cunoscută. România era însă nemulțumită, fiindcă "grosul" Tezaurului, constituit din cantitatea de 93,4 tone de aur, nu fusese niciodată restituită.

### A treia restituire parțială din 2008
După căderea comunismului în România și în Rusia, președintele României, Ion Iliescu, l-a trimis la Moscova, în vara anului 1994, pe ambasadorul Traian Chebeleu , cu sarcina de a solicita Kremlinului „găsirea unei soluții de rezolvare a problemei Tezaurului României”. Noua conducere de la Kremlin a preluat scrisoarea oficială a Administrației Prezidențiale de la București și a răspuns că „pentru Rusia, așa-zisa problemă a Tezaurului românesc depozitat la  Moscova nu mai există”. 
Situația părea fără ieșire, cu atât mai mult cu cât Moscova a trimis la București o delegație, în toamna anului 1994, care i-a comunicat președintelui Ion Iliescu că „problema Tezaurului, la nivel oficial, diplomatic și politic, între cele două țări, a fost definitiv rezolvată prin Protocolul semnat la Moscova, pe 6 septembrie 1956, inclusiv toate anexele sale, de academicianul Mihail Ralea, reprezentantul oficial al Guvernului Republicii Populare Române, în problema Tezaurului României, protocol care prevedea restituirea bunurilor istorice către Guvernul Republicii Populare Române”. Acest protocol a fost însă semnat numai de academicianul Mihail Ralea, nu și de ceilalți membri ai delegației României, și anume: ambasadorul României la Moscova, Mihail Dalea, adjunctul ministrului Culturii, Constantin Prisnea, directorul Institutului de Artă al Academiei Republicii Populare Române, academicianul Gheorghe Oprescu, academicianul și poetul Tudor Arghezi, academicianul Andrei Oțetea și de directorul Galeriilor Naționale de Artă, Marin Bunescu. Toți acești delegați români nu au fost de acord să semneze acel protocol, în schimb l-au lăsat doar pe academicianul Mihail Ralea să semneze protocolul oficial și anexele sale, iar ceilalți membri ai delegației române doar au fost prezenți la semnarea oficială a protocolului și a anexelor sale. 
Dar iată că tot delegația Moscovei i-a prezentat președintelui Ion Iliescu o soluție de rezolvare a problemei, prin mărirea exponențială a schimburilor economice și comerciale dintre cele două țări, oferind României un pachet de 32 de proiecte economice și comerciale, care să se deruleze prin intermediul firmelor private, din care proiectul cu nr. 32 să se denumească „restituirea componentei de metale prețioase către Banca Națională a României”. De fapt, acest proiect ar fi însemnat chiar restituirea monezilor și lingourilor de aur către Banca Națională a României. 
Iliescu a fost încântat de oferta rușilor și a predat problema, spre rezolvare, consilierului său pe probleme speciale, Ioan Talpeș. Acesta s-a arătat însă sceptic față de oferta Moscovei și a cerut, ca o dovadă de bună credință, ca partea rusă să predea României un set de 12 monede de aur, ce provin din primul transport al Tezaurului la Moscova, din primul tren și din prima ladă, conform listei de inventar existentă în arhive.     
Partea rusă s-a conformat și a trimis imediat un delegat la București, în decembrie 1994, cu cele 12 monede de aur cerute de Ioan Talpeș, numai că nici o autoritate românească nu a mai dorit apoi să le mai primească. Abia în data de 6 martie 2008, cu actul de donație nr. 1.272, emis de Ministerul Culturii și Cultelor, Muzeul Național de Istorie a României, donație înregistrată cu nr. 867/06.03.2008, s-a reușit predarea acestor 12 monede istorice de aur, ediții din Franța și Belgia, dintre anii 1854 și 1909, în greutate totală de 77,09 grame. Șeful Cabinetului Numismatic și Tezaur Istoric din cadrul Muzeului Național de Istorie a României, Ernest Oberländer Târnoveanu a semnat actul de primire și a certificat că „toate monedele prezentate sunt autentice”.

## Demersuri pentru restituirea tezaurului

### Perioada interbelică
Problema tezaurului românesc a fost ridicată pentru prima dată la nivel internațional de România la Conferința de pace de la Paris în ședința Comisiei Reparațiunilor, ținută la 8 aprilie 1919. România solicita ca Germania și alte puteri învinse să fie obligate să restituie României suma de 322.154.980 lei aur, reprezentând contravaloarea stocului metalic (aur) depozitat în Rusia, la care se adăuga suma de 7.000.000 reprezentând contravaloarea bijuteriilor Reginei Maria, precum și valoarea întregului depozit făcut de România la Moscova, respectiv suma de 7,5 miliarde lei. S-au invocat două motive pentru această cerere: în primul rând s-a spus că decizia transferării tezaurului în Rusia a fost motivată de presiunea militară germană și că starea de lucruri existentă în Rusia era – și ea – imputabilă tot Germaniei. 
Tratatul de la Versailles, încheiat în iunie 1919 nu făcea mențiune însă despre această problemă, în schimb făcea răspunzătoare Germania și asociatele sale de toate pierderile pricinuite guvernelor aliate. Suma despăgubirilor urma să fie stabilită de o Comisie a Reparațiunilor, care, deși sesizată de România, a respins pretențiile de despăgubire ale acesteia. Obligația Rusiei de a restitui tezaurul a fost însă confirmată de rezoluția Conferinței Economice Internaționale de la Genova (1922). 
Și după aceasta s-au mai făcut eforturi pentru a rezolva problema tezaurului, dar acest lucru nu s-a reușit. În 1936, în contextul unei ușoare încălziri a relațiilor dintre România și URSS, au fost restituite o serie arhive românești, dar de mică însemnătate raportate la întregul ansamblu de bunuri depozitate la Moscova. Cu aceeași ocazia însă au fost repatriate și rămășițele pământești ale lui Dimitrie Cantemir.

### Perioada comunistă
Date fiind relațiile frățești dintre guvernele României comuniste și cel sovietic, problemele potențial litigioase dintre cele două țări erau evitate cu grijă de partea română. Una dintre ele era cea a restituirii integrale a tezaurului, în perioada comunistă făcându-se relativ puține eforturi reale de a discuta problema cu partea sovietică. Una dintre tentative – probabil cea mai importantă - s-a consumat în 1965, când Nicolae Ceaușescu făcea prima sa vizită în URSS în calitate de secretar general al Partidului Comunist Român. Reacția sovietică a fost însă brutală; potrivit declarației lui Leonid Brejnev, conducătorul de atunci al Partidului Comunist al Uniunii Sovietice, problema era „veche de 50 ani”, „ținea de raporturile dintre Rusia țaristă și România regală”  și că aurul fusese transportat în 1918 la Perm, Omsk, Saratov și Kazan pentru a se păstra, informațiile din acest punct lipsind. În plus, Brejnev invoca faptul că România regală avea și ea datorii față de Rusia în valoare de 300.000.000 de dolari, ceea ce ar corespunde la 274 de tone de aur, iar reparațiile în valoare de 300.000.000 de dolari pe care România fusese obligată să le plătească în urma celui de-al doilea război mondial fuseseră inferioare pagubelor suferite de URSS. Se concluziona că problema era de fapt una politică și nu una financiară, astfel că problema trebuia considerată închisă. După acest episod, chestiunea nu a mai făcut obiectul discuțiilor cu guvernul sovietic.

### Perioada actuală
La 4 iulie 2003 s-a încheiat Tratatul privind relațiile prietenești și de cooperare dintre România și Federația Rusă. Partea rusă a refuzat reglarea problemei tezaurului prin tratat; în schimb s-a agreat totuși constituirea unei comisii de istorici români și ruși care să studieze chestiunea. Comisia s-a întâlnit pentru prima dată în perioada 19- 21 octombrie 2004, la București, copreședinții acesteia fiind profesorul Ioan Scurtu, respectiv academicianul Alexandr Oganovici Ciubarian. Cu toate acestea lucrările comisiei nu au avansat foarte mult până în prezent.